# ريربيت الويلزية
الأرنب الويلزي أو ريربيت الويلزية (/ ræbɪt / أو / rɛərbɪt /) هو طبق يتكون من صلصة الجبن الساخنة التي تقدم على شرائح من الخبز المحمص. كان الاسم الأصلي للطبق في القرن الثامن عشر هو «الأرنب الويلزي»، والذي تمت إعادة تفسيره لاحقًا على أنه «ريربيت»، حيث لا يحتوي الطبق على أرنب. تشمل المتغيرات الأرنب الإنجليزي، والأرنب الإسكتلندي، وأرنب باك، والباك الذهبي، والأرنب الخجول.

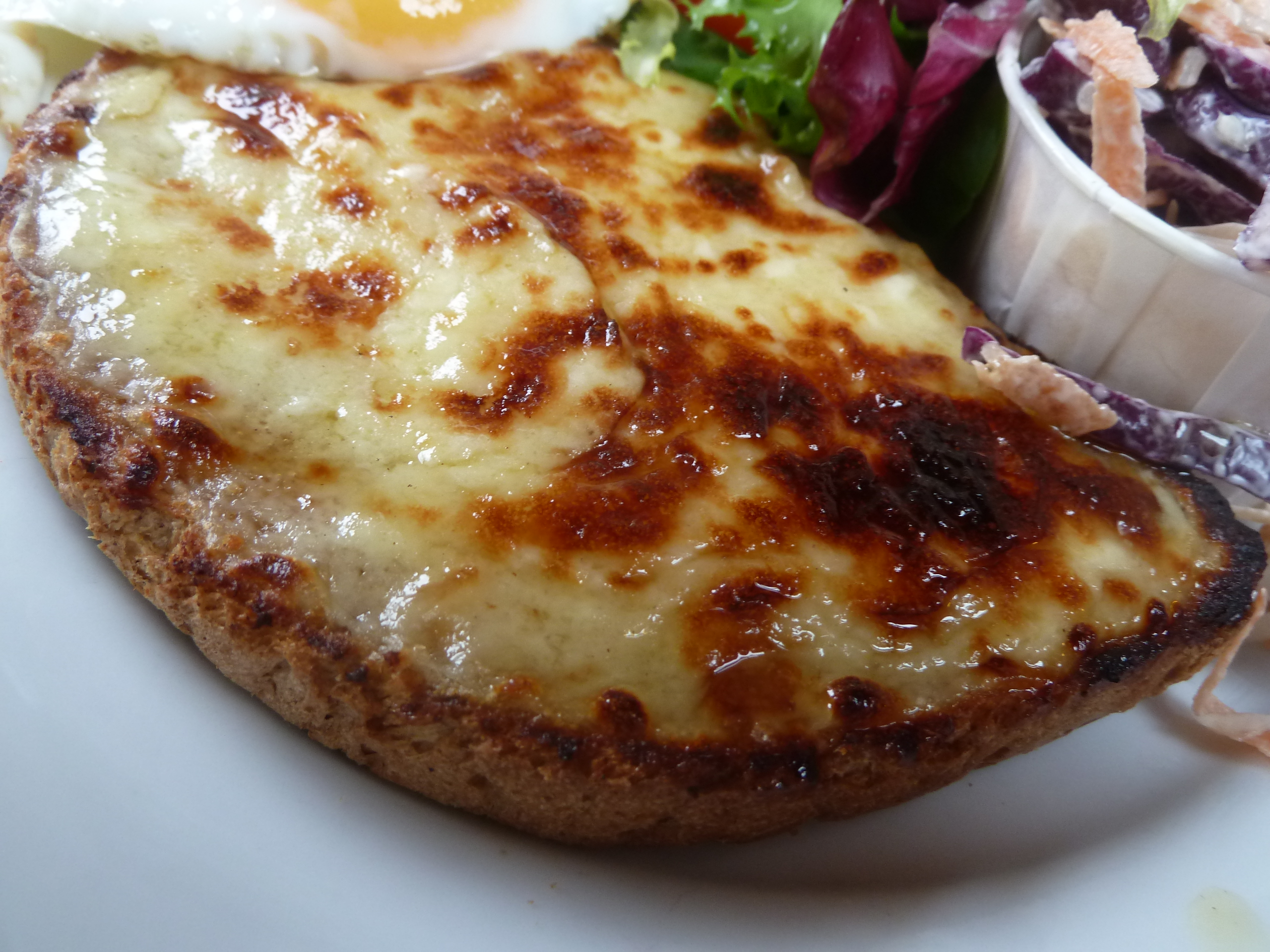
ريربيت الويلزية

على الرغم من أن الجبن على الخبز المحمص كان شائعًا في ويلز، لا يوجد دليل قوي على أن الطبق نشأ في المطبخ الويلزي.

## الصلصة
تقوم بعض الوصفات ببساطة بإذابة الجبن المبشور على الخبز المحمص، مما يجعلها مماثلة للجبن على الخبز المحمص. يصنع آخرون الصلصة من الجبن والبيرة والخردل، ويزينون بالفلفل الحار أو الفلفل الحلو. وصفات أخرى تضيف النبيذ أو صلصة ورشيسترشاير. قد تمزج الصلصة أيضًا الجبن والخردل في صلصة البشاميل.

## المتغيرات
تقدم هانا جلاس، في كتابها للطبخ «فنون الطبخ» عام 1747، صيغًا قريبة من «الارنب الإسكتلندي» و «الارنب الويلزي» ونسختين من «الارنب الإنجليزي».
لعمل أرنب سكوتش، نخب قطعة من الخبز بشكل جيد للغاية على كلا الجانبين، وزبدها، وقطع قطعة من الجبن بحجم الخبز، وتحميصها على كلا الجانبين، ووضعها على الخبز.
لعمل أرنب ويلزي، نخب الخبز على كلا الجانبين، ثم نخب الجبن على جانب واحد، ثم نضعه على الخبز المحمص، ثم نحمر الجانب الآخر بمكواة ساخنة. يمكنك فركه بالخردل.
لعمل أرنب إنجليزي، تحمص شريحة من الخبز باللون البني على كلا الجانبين، ثم ضعها في طبق قبل النار، ثم اسكب كوبًا من النبيذ الأحمر فوقها، واتركها تنقع في النبيذ؛ ثم نقطع بعض الجبن رقيقًا جدًا ونضعها كثيفة جدًا فوق الخبز، ونضعها في فرن من الصفيح قبل النار، وسيتم تحميصها وتحميرها حاليًا. قدمها ساخنة.

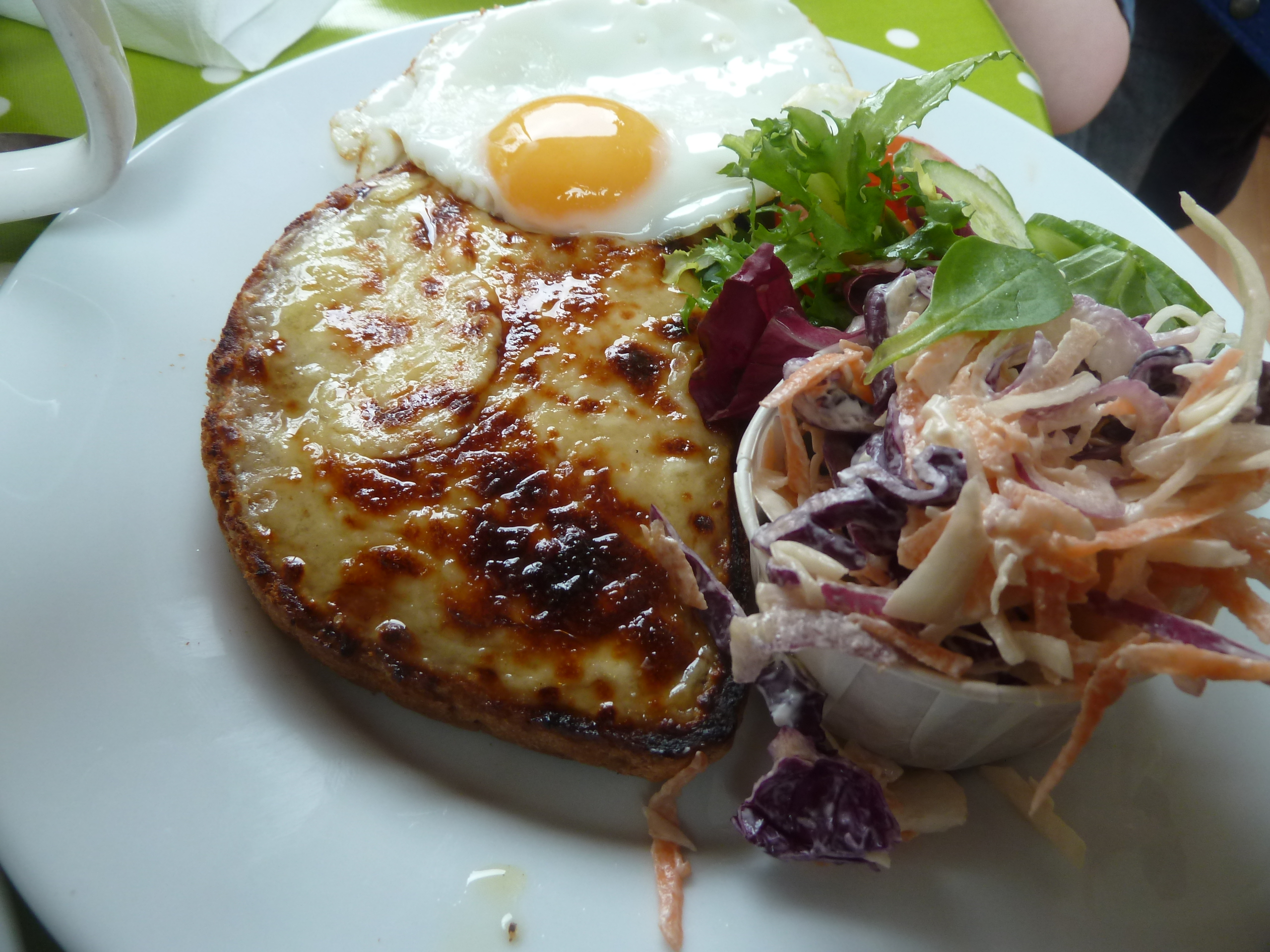
ريربيت باك (رربيت الويلزية مع بيضة)

أو افعلها هكذا. نحمص الخبز ونقعه في النبيذ، وضعه أمام النار، قطع الجبن إلى شرائح رفيعة جدًا، افرك الزبدة على قاع الطبق، ضع الجبن عليه، اسكب ملعقتين أو ثلاث ملاعق من النبيذ الأبيض، وقم بتغطيته مع طبق آخر، ضعه فوق طبق من الفحم الساخن لمدة دقيقتين أو ثلاث دقائق، ثم قلبه حتى ينضج ويخلط جيدًا. يمكنك إضافة القليل من الخردل. عندما تكفي ضعه على الخبز، فقط قم بتحميره.

## استخدام ممتد
منذ القرن العشرين، أصبحت «رربيت» أو «صلصة رربيت» أو حتى «صلصة أرانب» أحيانًا صلصة جبن تستخدم في الهامبرغر أو أطباق أخرى.